# Beyoncé/Diskografie
Diese Diskografie ist eine Übersicht über die musikalischen Werke der US-amerikanischen Sängerin Beyoncé. Den Quellenangaben und Schallplattenauszeichnungen zufolge hat sie bisher mehr als 359,7 Millionen Tonträger verkauft, davon alleine in ihrer Heimat über 252,8 Millionen. In Deutschland verkaufte sie bislang über 6,6 Millionen Tonträger, womit sie zu den Interpretinnen mit den meisten Tonträgerverkäufen des Landes zählt. Ihre erfolgreichste Veröffentlichung ist die Single Halo mit über 17,4 Millionen verkauften Einheiten.

## Alben

### Studioalben
| Jahr | Titel Musiklabel                                                    | Höchstplatzierung, Gesamtwochen, AuszeichnungChartplatzierungen (Jahr, Titel, Musiklabel, Platzierungen, Wochen, Auszeichnungen, Anmerkungen) | Höchstplatzierung, Gesamtwochen, AuszeichnungChartplatzierungen (Jahr, Titel, Musiklabel, Platzierungen, Wochen, Auszeichnungen, Anmerkungen) | Höchstplatzierung, Gesamtwochen, AuszeichnungChartplatzierungen (Jahr, Titel, Musiklabel, Platzierungen, Wochen, Auszeichnungen, Anmerkungen) | Höchstplatzierung, Gesamtwochen, AuszeichnungChartplatzierungen (Jahr, Titel, Musiklabel, Platzierungen, Wochen, Auszeichnungen, Anmerkungen) | Höchstplatzierung, Gesamtwochen, AuszeichnungChartplatzierungen (Jahr, Titel, Musiklabel, Platzierungen, Wochen, Auszeichnungen, Anmerkungen) | Höchstplatzierung, Gesamtwochen, AuszeichnungChartplatzierungen (Jahr, Titel, Musiklabel, Platzierungen, Wochen, Auszeichnungen, Anmerkungen) | Anmerkungen                                                    |
| Jahr | Titel Musiklabel                                                    | DE | AT | CH | UK | US | R&B | Anmerkungen                                                    |
| ---- | ------------------------------------------------------------------- | --- | --- | --- | --- | --- | --- | -------------------------------------------------------------- |
| 2003 | Dangerously in Love Columbia Records (Sony)                         | DE1 Platin · (36 Wo.)DE | AT3 Gold · (22 Wo.)AT | CH2 Platin · (46 Wo.)CH | UK1 ×4Vierfachplatin · (70 Wo.)UK | US1 ×7Siebenfachplatin · (102 Wo.)US | R&B1 (104 Wo.)R&B | Erstveröffentlichung: 23. Juni 2003 Verkäufe: + 11.000.000     |
| 2006 | B’Day Columbia Records • Sony Urban (Sony BMG)                      | DE5 Gold · (36 Wo.)DE | AT13 (17 Wo.)AT | CH2 Gold · (36 Wo.)CH | UK3 Platin · (48 Wo.)UK | US1 ×5Fünffachplatin · (74 Wo.)US | R&B1 (80 Wo.)R&B | Erstveröffentlichung: 1. September 2006 Verkäufe: + 8.000.000  |
| 2008 | I Am … Sasha Fierce Columbia Records • Music World Music (Sony BMG) | DE17 ×3Dreifachgold · (70 Wo.)DE | AT20 Gold · (47 Wo.)AT | CH7 Gold · (68 Wo.)CH | UK2 ×6Sechsfachplatin · (129 Wo.)UK | US1 ×7Siebenfachplatin · (193 Wo.)US | R&B1 (79 Wo.)R&B | Erstveröffentlichung: 12. November 2008 Verkäufe: + 11.115.000 |
| 2011 | 4 Columbia Records • Parkwood (Sony)                                | DE5 Gold · (12 Wo.)DE | AT13 (10 Wo.)AT | CH1 (19 Wo.)CH | UK1 ×3Dreifachplatin · (63 Wo.)UK | US1 ×4Vierfachplatin · (78 Wo.)US | R&B1 (95 Wo.)R&B | Erstveröffentlichung: 24. Juni 2011 Verkäufe: + 5.665.000      |
| 2013 | Beyoncé Columbia Records • Parkwood (Sony)                          | DE11 Gold · (16 Wo.)DE | AT12 (9 Wo.)AT | CH4 Gold · (22 Wo.)CH | UK2 ×2Doppelplatin · (61 Wo.)UK | US1 ×6Sechsfachplatin · (186 Wo.)US | R&B1 (81 Wo.)R&B | Erstveröffentlichung: 13. Dezember 2013 Verkäufe: + 8.000.000  |
| 2016 | Lemonade Columbia Records • Parkwood (Sony)                         | DE3 (22 Wo.)DE | AT9 (16 Wo.)AT | CH2 Gold · (24 Wo.)CH | UK1 Platin · (44 Wo.)UK | US1 ×4Vierfachplatin · (87 Wo.)US | R&B1 (63 Wo.)R&B | Erstveröffentlichung: 23. April 2016 Verkäufe: + 5.055.000     |
| 2022 | Renaissance Columbia Records • Parkwood (Sony)                      | DE2 (24 Wo.)DE | AT2 (17 Wo.)AT | CH3 (44 Wo.)CH | UK1 Platin · (72 Wo.)UK | US1 ×2Doppelplatin · (91 Wo.)US | R&B1 (78 Wo.)R&B | Erstveröffentlichung: 29. Juli 2022 Verkäufe: + 2.802.000      |
| 2024 | Cowboy Carter Columbia Records • Parkwood (Sony)                    | DE1 (19 Wo.)DE | AT1 (13 Wo.)AT | CH1 (14 Wo.)CH | UK1 Gold · (21 Wo.)UK | US1 Platin · (… Wo.)US | — | Erstveröffentlichung: 29. März 2024 Verkäufe: + 1.312.500      |

### Gemeinschaftsalben
| Jahr | Titel Musiklabel                                                   | Höchstplatzierung, Gesamtwochen, AuszeichnungChartplatzierungen (Jahr, Titel, Musiklabel, Platzierungen, Wochen, Auszeichnungen, Anmerkungen) | Höchstplatzierung, Gesamtwochen, AuszeichnungChartplatzierungen (Jahr, Titel, Musiklabel, Platzierungen, Wochen, Auszeichnungen, Anmerkungen) | Höchstplatzierung, Gesamtwochen, AuszeichnungChartplatzierungen (Jahr, Titel, Musiklabel, Platzierungen, Wochen, Auszeichnungen, Anmerkungen) | Höchstplatzierung, Gesamtwochen, AuszeichnungChartplatzierungen (Jahr, Titel, Musiklabel, Platzierungen, Wochen, Auszeichnungen, Anmerkungen) | Höchstplatzierung, Gesamtwochen, AuszeichnungChartplatzierungen (Jahr, Titel, Musiklabel, Platzierungen, Wochen, Auszeichnungen, Anmerkungen) | Höchstplatzierung, Gesamtwochen, AuszeichnungChartplatzierungen (Jahr, Titel, Musiklabel, Platzierungen, Wochen, Auszeichnungen, Anmerkungen) | Anmerkungen                                                                        |
| Jahr | Titel Musiklabel                                                   | DE | AT | CH | UK | US | R&B | Anmerkungen                                                                        |
| ---- | ------------------------------------------------------------------ | --- | --- | --- | --- | --- | --- | ---------------------------------------------------------------------------------- |
| 2018 | Everything Is Love Columbia Records • Parkwood / Roc Nation (Sony) | DE23 (4 Wo.)DE | AT21 (2 Wo.)AT | CH5 (6 Wo.)CH | UK5 Silber · (8 Wo.)UK | US2 Gold · (20 Wo.)US | R&B1 (15 Wo.)R&B | Erstveröffentlichung: 16. Juni 2018 Verkäufe: + 620.000; mit Jay-Z als The Carters |

### Livealben
| Jahr | Titel Musiklabel                                                                                   | Höchstplatzierung, Gesamtwochen, AuszeichnungChartplatzierungen (Jahr, Titel, Musiklabel, Platzierungen, Wochen, Auszeichnungen, Anmerkungen) | Höchstplatzierung, Gesamtwochen, AuszeichnungChartplatzierungen (Jahr, Titel, Musiklabel, Platzierungen, Wochen, Auszeichnungen, Anmerkungen) | Höchstplatzierung, Gesamtwochen, AuszeichnungChartplatzierungen (Jahr, Titel, Musiklabel, Platzierungen, Wochen, Auszeichnungen, Anmerkungen) | Höchstplatzierung, Gesamtwochen, AuszeichnungChartplatzierungen (Jahr, Titel, Musiklabel, Platzierungen, Wochen, Auszeichnungen, Anmerkungen) | Höchstplatzierung, Gesamtwochen, AuszeichnungChartplatzierungen (Jahr, Titel, Musiklabel, Platzierungen, Wochen, Auszeichnungen, Anmerkungen) | Höchstplatzierung, Gesamtwochen, AuszeichnungChartplatzierungen (Jahr, Titel, Musiklabel, Platzierungen, Wochen, Auszeichnungen, Anmerkungen) | Anmerkungen                                              |
| Jahr | Titel Musiklabel                                                                                   | DE | AT | CH | UK | US | R&B | Anmerkungen                                              |
| ---- | -------------------------------------------------------------------------------------------------- | --- | --- | --- | --- | --- | --- | -------------------------------------------------------- |
| 2004 | Live at Wembley Columbia Records • Sony Urban (Sony BMG)                                           | DE59 (4 Wo.)DE | — | CH73 (2 Wo.)CH | — | US17 (9 Wo.)US | R&B8 (14 Wo.)R&B | Erstveröffentlichung: 26. April 2004 Verkäufe: + 100.000 |
| 2009 | I Am… Yours: An Intimate Performance at Wynn Las Vegas Columbia Records • Music World Music (Sony) | DE85 (1 Wo.)DE | — | — | — | — | — | Erstveröffentlichung: 20. November 2009                  |
| 2010 | I Am… World Tour Columbia Records • Music World Music (Sony)                                       | — | — | — | — | — | R&B40 (1 Wo.)R&B | Erstveröffentlichung: 26. November 2010                  |
| 2019 | Homecoming: The Live Album Columbia Records • Parkwood (Sony)                                      | DE41 (1 Wo.)DE | AT46 (1 Wo.)AT | CH15 (4 Wo.)CH | UK25 (5 Wo.)UK | US4 Gold · (21 Wo.)US | R&B2 (14 Wo.)R&B | Erstveröffentlichung: 17. April 2019 Verkäufe: + 587.500 |

### Soundtracks
| Jahr | Titel Musiklabel                                           | Höchstplatzierung, Gesamtwochen, AuszeichnungChartplatzierungen (Jahr, Titel, Musiklabel, Platzierungen, Wochen, Auszeichnungen, Anmerkungen) | Höchstplatzierung, Gesamtwochen, AuszeichnungChartplatzierungen (Jahr, Titel, Musiklabel, Platzierungen, Wochen, Auszeichnungen, Anmerkungen) | Höchstplatzierung, Gesamtwochen, AuszeichnungChartplatzierungen (Jahr, Titel, Musiklabel, Platzierungen, Wochen, Auszeichnungen, Anmerkungen) | Höchstplatzierung, Gesamtwochen, AuszeichnungChartplatzierungen (Jahr, Titel, Musiklabel, Platzierungen, Wochen, Auszeichnungen, Anmerkungen) | Höchstplatzierung, Gesamtwochen, AuszeichnungChartplatzierungen (Jahr, Titel, Musiklabel, Platzierungen, Wochen, Auszeichnungen, Anmerkungen) | Höchstplatzierung, Gesamtwochen, AuszeichnungChartplatzierungen (Jahr, Titel, Musiklabel, Platzierungen, Wochen, Auszeichnungen, Anmerkungen) | Anmerkungen                                                  |
| Jahr | Titel Musiklabel                                           | DE | AT | CH | UK | US | R&B | Anmerkungen                                                  |
| ---- | ---------------------------------------------------------- | --- | --- | --- | --- | --- | --- | ------------------------------------------------------------ |
| 2006 | Dreamgirls Columbia Records • Sony Urban (Sony BMG)        | DE28 (8 Wo.)DE | AT19 (8 Wo.)AT | CH24 (9 Wo.)CH | UK— GoldUK | US1 Platin · (20 Wo.)US | R&B1 (31 Wo.)R&B | Erstveröffentlichung: 5. Dezember 2006 Verkäufe: + 1.200.000 |
| 2019 | The Lion King: The Gift Columbia Records • Parkwood (Sony) | DE48 (1 Wo.)DE | AT37 (1 Wo.)AT | CH20 (4 Wo.)CH | UK— SilberUK | US2 Gold · (7 Wo.)US | R&B1 (8 Wo.)R&B | Erstveröffentlichung: 19. Juli 2019 Verkäufe: + 570.000      |

### EPs
| Jahr | Titel Musiklabel                                                                               | Höchstplatzierung, Gesamtwochen, AuszeichnungChartplatzierungen (Jahr, Titel, Musiklabel, Platzierungen, Wochen, Auszeichnungen, Anmerkungen) | Höchstplatzierung, Gesamtwochen, AuszeichnungChartplatzierungen (Jahr, Titel, Musiklabel, Platzierungen, Wochen, Auszeichnungen, Anmerkungen) | Höchstplatzierung, Gesamtwochen, AuszeichnungChartplatzierungen (Jahr, Titel, Musiklabel, Platzierungen, Wochen, Auszeichnungen, Anmerkungen) | Höchstplatzierung, Gesamtwochen, AuszeichnungChartplatzierungen (Jahr, Titel, Musiklabel, Platzierungen, Wochen, Auszeichnungen, Anmerkungen) | Höchstplatzierung, Gesamtwochen, AuszeichnungChartplatzierungen (Jahr, Titel, Musiklabel, Platzierungen, Wochen, Auszeichnungen, Anmerkungen) | Höchstplatzierung, Gesamtwochen, AuszeichnungChartplatzierungen (Jahr, Titel, Musiklabel, Platzierungen, Wochen, Auszeichnungen, Anmerkungen) | Anmerkungen                                                |
| Jahr | Titel Musiklabel                                                                               | DE | AT | CH | UK | US | R&B | Anmerkungen                                                |
| ---- | ---------------------------------------------------------------------------------------------- | --- | --- | --- | --- | --- | --- | ---------------------------------------------------------- |
| 2007 | Irreemplazable Columbia Records • Music World Music (Sony)                                     | — | — | — | — | US105 (3 Wo.)US | R&B41 (5 Wo.)R&B | Erstveröffentlichung: 28. August 2007                      |
| 2009 | Above and Beyoncé – Video Collection & Dance Mixes Columbia Records • Music World Music (Sony) | — | — | — | — | US35 (18 Wo.)US | R&B23 (45 Wo.)R&B | Erstveröffentlichung: 16. Juni 2009                        |
| 2012 | 4: The Remix Columbia Records (Sony)                                                           | — | — | — | UK— SilberUK | — | R&B30 (1 Wo.)R&B | Erstveröffentlichung: 23. April 2012 Verkäufe: + 60.000    |
| 2014 | More Only Parkwood • Columbia (Sony)                                                           | — | — | — | UK41 Silber · (2 Wo.)UK | US8 (2 Wo.)US | R&B3 (12 Wo.)R&B | Erstveröffentlichung: 24. November 2014 Verkäufe: + 60.000 |

## Singles

### Als Leadmusikerin
| Jahr | Titel Album                                            | Höchstplatzierung, Gesamtwochen, AuszeichnungChartplatzierungen (Jahr, Titel, Album, Platzierungen, Wochen, Auszeichnungen, Anmerkungen) | Höchstplatzierung, Gesamtwochen, AuszeichnungChartplatzierungen (Jahr, Titel, Album, Platzierungen, Wochen, Auszeichnungen, Anmerkungen) | Höchstplatzierung, Gesamtwochen, AuszeichnungChartplatzierungen (Jahr, Titel, Album, Platzierungen, Wochen, Auszeichnungen, Anmerkungen) | Höchstplatzierung, Gesamtwochen, AuszeichnungChartplatzierungen (Jahr, Titel, Album, Platzierungen, Wochen, Auszeichnungen, Anmerkungen) | Höchstplatzierung, Gesamtwochen, AuszeichnungChartplatzierungen (Jahr, Titel, Album, Platzierungen, Wochen, Auszeichnungen, Anmerkungen) | Höchstplatzierung, Gesamtwochen, AuszeichnungChartplatzierungen (Jahr, Titel, Album, Platzierungen, Wochen, Auszeichnungen, Anmerkungen) | Anmerkungen                                                                                           | [↑]: gemeinsam behandelt mit vorhergehendem Eintrag; [←]: in beiden Charts platziert |
| Jahr | Titel Album                                            | DE | AT | CH | UK | US | R&B | Anmerkungen                                                                                           |                                                                                      |
| --- | ------------------------------------------------------ | --- | --- | --- | --- | --- | --- | --- | ------------------------------------------------------------------------------------ |
| 2002 | Work It Out Austin Powers in Goldständer (O.S.T.)      | DE75 (3 Wo.)DE | — | CH48 (7 Wo.)CH | UK7 (16 Wo.)UK | — | — | Erstveröffentlichung: 11. Juni 2002 Verkäufe: + 40.000                                                |                                                                                      |
| 2003 | Crazy in Love Dangerously in Love                      | DE6 ×3Dreifachgold · (15 Wo.)DE | AT6 (18 Wo.)AT | CH3 (30 Wo.)CH | UK1 ×4Vierfachplatin · (19 Wo.)UK | US1 ×8Achtfachplatin + Gold (Mastertone) · (27 Wo.)US                                                                                    | R&B1 (25 Wo.)R&B | Erstveröffentlichung: 18. Mai 2003 Verkäufe: + 14.275.000; feat. Jay-Z                                |                                                                                      |
| 2003 | Fighting Temptation The Fighting Temptations (O.S.T.)  | DE54 (7 Wo.)DE | — | CH42 (6 Wo.)CH | — | — | — | Erstveröffentlichung: 5. Juli 2003 feat. Missy Elliott, MC Lyte & Free                                |                                                                                      |
| 2003 | Baby Boy Dangerously in Love                           | DE4 Gold · (14 Wo.)DE | AT18 (17 Wo.)AT | CH5 (24 Wo.)CH | UK2 Platin · (17 Wo.)UK | US1 ×2Doppelplatin + Platin (Mastertone) · (29 Wo.)US                                                                                    | R&B1 (33 Wo.)R&B | Erstveröffentlichung: 3. August 2003 Verkäufe: + 4.145.000; feat. Sean Paul                           |                                                                                      |
| 2003 | Me, Myself and I Dangerously in Love                   | DE35 (9 Wo.)DE | AT51 (6 Wo.)AT | CH41 (8 Wo.)CH | UK11 Silber · (7 Wo.)UK | US4 ×2Doppelplatin + Gold (Mastertone) · (24 Wo.)US                                                                                      | R&B2 (33 Wo.)R&B | Erstveröffentlichung: 19. Oktober 2003 Verkäufe: + 2.840.000                                          |                                                                                      |
| 2004 | The Star-Spangled Banner –                             | — | — | — | — | — | — | Erstveröffentlichung: 1. Februar 2004                                                                 |                                                                                      |
| 2004 | Naughty Girl Dangerously in Love                       | DE16 (10 Wo.)DE | AT29 (11 Wo.)AT | CH18 (17 Wo.)CH | UK10 Gold · (8 Wo.)UK | US3 ×2Doppelplatin · (22 Wo.)US | R&B8 (20 Wo.)R&B | Erstveröffentlichung: 14. März 2004 Verkäufe: + 2.750.000                                             |                                                                                      |
| 2005 | Check on It #1’s                                       | DE11 (16 Wo.)DE | AT10 (19 Wo.)AT | CH7 (26 Wo.)CH | UK3 Silber · (16 Wo.)UK | US1 ×2Doppelplatin + Platin (Mastertone) · (28 Wo.)US                                                                                    | R&B3 (25 Wo.)R&B | Erstveröffentlichung: 13. Dezember 2005 Verkäufe: + 3.390.000; feat. Bun B & Slim Thug                |                                                                                      |
| 2006 | Déjà Vu B’Day                                          | DE9 (12 Wo.)DE | AT12 (16 Wo.)AT | CH3 (23 Wo.)CH | UK1 Gold · (20 Wo.)UK | US4 Platin · (17 Wo.)US | R&B1 (20 Wo.)R&B | Erstveröffentlichung: 24. Juni 2006 Verkäufe: + 1.510.000; feat. Jay-Z                                |                                                                                      |
| 2006 | Ring the Alarm B’Day                                   | — | — | — | — | US11 Gold (Mastertone) + Platin · (14 Wo.)US                                                                                             | R&B3 (20 Wo.)R&B | Erstveröffentlichung: 10. September 2006 Verkäufe: + 1.500.000                                        |                                                                                      |
| 2006 | Irreplaceable B’Day                                    | DE11 Gold · (21 Wo.)DE | AT11 (22 Wo.)AT | CH9 (29 Wo.)CH | UK4 ×2Doppelplatin · (36 Wo.)UK | US1 ×8×3Achtfachplatin + Dreifachplatin (Mastertone) · (30 Wo.)US                                                                        | R&B1 (27 Wo.)R&B | Erstveröffentlichung: 23. Oktober 2006 Verkäufe: + 13.880.000                                         |                                                                                      |
| 2007 | Listen Dreamgirls (O.S.T.)                             | DE18 (14 Wo.)DE | AT32 (9 Wo.)AT | CH10 (20 Wo.)CH | UK8 Platin · (25 Wo.)UK | US61 Platin · (12 Wo.)US | R&B23 (20 Wo.)R&B | Erstveröffentlichung: 19. Januar 2007 Verkäufe: + 2.208.872                                           |                                                                                      |
| 2007 | Amor Gitano Irreemplazable                             | — | — | — | — | — | — | Erstveröffentlichung: 12. Februar 2007 Verkäufe: + 480.000; mit Alejandro Fernández                   |                                                                                      |
| 2007 | Beautiful Liar B’Day                                   | DE1 Gold · (17 Wo.)DE | AT2 (24 Wo.)AT | CH1 (28 Wo.)CH | UK1 Platin · (24 Wo.)UK | US3 ×3Dreifachplatin + Gold (Mastertone) · (18 Wo.)US                                                                                    | R&B70 (14 Wo.)R&B | Erstveröffentlichung: 16. März 2007 Verkäufe: + 4.820.500; mit Shakira                                |                                                                                      |
| 2007 | Get Me Bodied B’Day                                    | — | — | — | — | US46 Platin · (19 Wo.)US | R&B10 (49 Wo.)R&B | Erstveröffentlichung: 10. Juli 2007 Verkäufe: + 1.000.000                                             |                                                                                      |
| 2007 | Green Light B’Day                                      | — | — | — | UK12 Silber · (9 Wo.)UK | — | — | Erstveröffentlichung: 30. Juli 2007 Verkäufe: + 200.000                                               |                                                                                      |
| 2008 | Proud to Be an American –                              | — | — | — | — | — | — | Erstveröffentlichung: 28. April 2008                                                                  |                                                                                      |
| 2008 | If I Were a Boy I Am… Sasha Fierce                     | DE3 Gold · (26 Wo.)DE | AT3 (26 Wo.)AT | CH3 Platin · (36 Wo.)CH | UK1 ×3Dreifachplatin · (36 Wo.)UK | US3 ×6Sechsfachplatin + Gold (Mastertone) · (20 Wo.)US                                                                                   | R&B16 (19 Wo.)R&B | Erstveröffentlichung: 12. Oktober 2008 Verkäufe: + 9.975.000                                          |                                                                                      |
| 2008 | Single Ladies (Put a Ring on It) I Am… Sasha Fierce    | DE— ×3DreifachgoldDE[AT: ↑] | AT3 (26 Wo.)AT | CH40 (22 Wo.)CH | UK7 ×2Doppelplatin · (77 Wo.)UK | US1 Diamant + Platin · (27 Wo.)US | R&B1 (28 Wo.)R&B | Erstveröffentlichung: 13. Oktober 2008 · Verkäufe: + 14.887.847; + US: Platin (Mastertone)            |                                                                                      |
| 2009 | Halo I Am… Sasha Fierce                                | DE5 ×3Dreifachgold · (46 Wo.)DE | AT6 (39 Wo.)AT | CH4 Platin · (48 Wo.)CH | UK4 ×4Vierfachplatin · (49 Wo.)UK | US5 Diamant + Platin · (31 Wo.)US | R&B16 (20 Wo.)R&B | Erstveröffentlichung: 20. Januar 2009 · Verkäufe: + 17.470.000; + US: Platin (Mastertone)             |                                                                                      |
| 2009 | Diva I Am… Sasha Fierce[DE: ↑][AT: ↑][CH: ↑]           | DE5 ×3Dreifachgold · (46 Wo.)DE | AT6 (39 Wo.)AT | CH4 Platin · (48 Wo.)CH | UK72 Gold · (4 Wo.)UK | US19 ×2Doppelplatin + Gold (Mastertone) · (20 Wo.)US                                                                                     | R&B3 (27 Wo.)R&B | Erstveröffentlichung: 20. Januar 2009 Verkäufe: + 3.177.500                                           |                                                                                      |
| 2009 | Ego I Am… Sasha Fierce                                 | DE8 Gold · (23 Wo.)DE | AT17 (23 Wo.)AT | CH16 (29 Wo.)CH | UK60 Silber · (3 Wo.)UK | US39 ×2Doppelplatin + Gold (Mastertone) · (17 Wo.)US                                                                                     | R&B3 (26 Wo.)R&B | Erstveröffentlichung: 19. Mai 2009 Verkäufe: + 2.865.000                                              |                                                                                      |
| 2009 | Sweet Dreams I Am… Sasha Fierce[DE: ↑][AT: ↑][CH: ↑]   | DE8 Gold · (23 Wo.)DE | AT17 (23 Wo.)AT | CH16 (29 Wo.)CH | UK5 Platin · (26 Wo.)UK | US10 ×3Dreifachplatin · (29 Wo.)US | R&B48 (20 Wo.)R&B | Erstveröffentlichung: 2. Juni 2009 Verkäufe: + 4.294.960                                              |                                                                                      |
| 2009 | Broken-Hearted Girl I Am… Sasha Fierce                 | DE14 (12 Wo.)DE | AT38 (12 Wo.)AT | CH62 (3 Wo.)CH | UK27 Gold · (12 Wo.)UK | US— GoldUS | — | Erstveröffentlichung: 28. August 2009 Verkäufe: + 1.113.979                                           |                                                                                      |
| 2009 | Video Phone –[DE: ↑][AT: ↑][CH: ↑]                     | DE14 (12 Wo.)DE | AT38 (12 Wo.)AT | CH62 (3 Wo.)CH | UK58 (6 Wo.)UK | US65 Platin · (5 Wo.)US | R&B37 (20 Wo.)R&B | Erstveröffentlichung: 17. November 2009 Verkäufe: + 1.035.000; Remix feat. Lady Gaga                  |                                                                                      |
| 2010 | Why Don’t You Love Me I Am… Sasha Fierce               | — | — | — | UK51 (3 Wo.)UK | — | — | Erstveröffentlichung: 2. Juli 2010                                                                    |                                                                                      |
| 2011 | Run the World (Girls) 4                                | DE— GoldDE | — | CH22 (13 Wo.)CH | UK11 Platin · (19 Wo.)UK | US29 ×5Fünffachplatin · (13 Wo.)US | R&B30 (14 Wo.)R&B | Erstveröffentlichung: 21. April 2011 Verkäufe: + 6.770.000                                            |                                                                                      |
| 2011 | Best Thing I Never Had 4                               | DE29 Gold · (14 Wo.)DE | AT39 (12 Wo.)AT | CH35 (18 Wo.)CH | UK3 ×2Doppelplatin · (27 Wo.)UK | US16 ×4Vierfachplatin · (20 Wo.)US | R&B4 (26 Wo.)R&B | Erstveröffentlichung: 1. Juni 2011 Verkäufe: + 6.150.000                                              |                                                                                      |
| 2011 | Party 4                                                | — | — | — | — | US50 ×2Doppelplatin · (18 Wo.)US | R&B2 (46 Wo.)R&B | Erstveröffentlichung: 30. August 2011 Verkäufe: + 2.030.000; feat. André 3000                         |                                                                                      |
| 2011 | Love on Top 4                                          | — | — | — | UK13 ×2Doppelplatin · (21 Wo.)UK | US20 ×5Fünffachplatin · (20 Wo.)US | R&B1 (57 Wo.)R&B | Erstveröffentlichung: 12. September 2011 Verkäufe: + 7.295.000                                        |                                                                                      |
| 2011 | Countdown 4                                            | — | AT65 (1 Wo.)AT | — | UK35 Gold · (10 Wo.)UK | US71 ×3Dreifachplatin · (15 Wo.)US | R&B12 (40 Wo.)R&B | Erstveröffentlichung: 4. Oktober 2011 Verkäufe: + 3.567.500                                           |                                                                                      |
| 2012 | End of Time 4                                          | — | — | — | UK39 Silber · (8 Wo.)UK | US— PlatinUS | — | Erstveröffentlichung: 23. April 2012 Verkäufe: + 1.370.000                                            |                                                                                      |
| 2013 | XO Beyoncé                                             | DE68 (7 Wo.)DE | — | — | UK22 Platin · (18 Wo.)UK | US45 ×2Doppelplatin · (10 Wo.)US | R&B12 (18 Wo.)R&B | Erstveröffentlichung: 16. Dezember 2013 Verkäufe: + 2.835.000                                         |                                                                                      |
| 2013 | Drunk in Love Beyoncé                                  | DE70 Gold · (12 Wo.)DE | — | CH40 (10 Wo.)CH | UK9 ×2Doppelplatin · (32 Wo.)UK | US2 ×8Achtfachplatin · (20 Wo.)US | R&B1 (25 Wo.)R&B | Erstveröffentlichung: 17. Dezember 2013 Verkäufe: + 10.071.100; feat. Jay-Z                           |                                                                                      |
| 2014 | Partition Beyoncé                                      | — | — | — | UK74 Platin · (4 Wo.)UK | US23 ×5Fünffachplatin · (21 Wo.)US | R&B9 (26 Wo.)R&B | Erstveröffentlichung: 25. Februar 2014 Verkäufe: + 6.255.000                                          |                                                                                      |
| 2014 | Pretty Hurts Beyoncé                                   | DE83 (1 Wo.)DE | — | CH68 (1 Wo.)CH | UK63 Silber · (7 Wo.)UK | US— ×2DoppelplatinUS | R&B36 (14 Wo.)R&B | Erstveröffentlichung: 10. Juni 2014 Verkäufe: + 2.630.000                                             |                                                                                      |
| 2014 | Flawless Beyoncé (Platinum Edition)                    | — | — | — | UK65 Silber · (1 Wo.)UK | US41 ×3Dreifachplatin · (20 Wo.)US | R&B12 (23 Wo.)R&B | Erstveröffentlichung: 12. August 2014 Verkäufe: + 3.380.000; Remix feat. Nicki Minaj                  |                                                                                      |
| 2014 | 7/11 Beyoncé                                           | DE78 Gold · (7 Wo.)DE | — | CH74 (1 Wo.)CH | UK33 Platin · (18 Wo.)UK | US13 ×4Vierfachplatin · (20 Wo.)US | R&B1 (24 Wo.)R&B | Erstveröffentlichung: 25. November 2014 Verkäufe: + 5.570.000                                         |                                                                                      |
| 2014 | Ring Off Beyoncé                                       | — | — | — | UK81 (1 Wo.)UK | — | R&B31 (1 Wo.)R&B | Erstveröffentlichung: 28. November 2014                                                               |                                                                                      |
| 2016 | Formation Lemonade                                     | DE74 (2 Wo.)DE | — | — | UK31 Gold · (3 Wo.)UK | US10 ×3Dreifachplatin · (7 Wo.)US | R&B6 (17 Wo.)R&B | Erstveröffentlichung: 6. Februar 2016 Verkäufe: + 3.925.000                                           |                                                                                      |
| 2016 | Sorry Lemonade                                         | — | — | — | UK33 Gold · (5 Wo.)UK | US11 ×4Vierfachplatin · (20 Wo.)US | R&B4 (20 Wo.)R&B | Erstveröffentlichung: 3. Mai 2016 Verkäufe: + 4.770.000                                               |                                                                                      |
| 2016 | Hold Up Lemonade                                       | — | — | — | UK11 Platin · (12 Wo.)UK | US13 ×3Dreifachplatin · (14 Wo.)US | R&B6 (20 Wo.)R&B | Erstveröffentlichung: 16. August 2016 Verkäufe: + 3.933.400                                           |                                                                                      |
| 2016 | Freedom Lemonade                                       | — | — | — | UK40 Silber · (3 Wo.)UK | US35 Platin · (2 Wo.)US | R&B21 (2 Wo.)R&B | Erstveröffentlichung: 9. September 2016 Verkäufe: + 1.265.000; feat. Kendrick Lamar                   |                                                                                      |
| 2016 | All Night Lemonade                                     | — | — | — | UK60 Silber · (2 Wo.)UK | US38 ×2Doppelplatin · (2 Wo.)US | R&B23 (2 Wo.)R&B | Erstveröffentlichung: 6. Dezember 2016 Verkäufe: + 2.350.000                                          |                                                                                      |
| 2017 | Die with You –                                         | — | — | — | UK62 (1 Wo.)UK | — | — | Erstveröffentlichung: 7. April 2017                                                                   |                                                                                      |
| 2017 | Perfect Duet –                                         | — | AT4 (9 Wo.)AT | — | — | US1 (57 Wo.)US | — | Erstveröffentlichung: 1. Dezember 2017 Verkäufe: + 340.000; mit Ed Sheeran                            |                                                                                      |
| 2019 | Spirit The Lion King: The Gift                         | — | — | — | UK59 (4 Wo.)UK | US98 (1 Wo.)US | R&B37 (2 Wo.)R&B | Erstveröffentlichung: 10. Juli 2019                                                                   |                                                                                      |
| 2019 | Brown Skin Girl The Lion King: The Gift                | — | — | — | UK42 Silber · (6 Wo.)UK | US76 Gold · (1 Wo.)US | R&B27 (2 Wo.)R&B | Erstveröffentlichung: 23. Juli 2019 Verkäufe: + 790.000; mit Saint Jhn & Wizkid feat. Blue Ivy Carter |                                                                                      |
| 2020 | Black Parade –                                         | — | — | — | UK49 (2 Wo.)UK | US37 Gold · (2 Wo.)US | R&B18 (2 Wo.)R&B | Erstveröffentlichung: 19. Juni 2020 Verkäufe: + 540.000                                               |                                                                                      |
| 2021 | Be Alive King Richard (O.S.T.)                         | — | — | — | — | — | — | Erstveröffentlichung: 13. November 2021                                                               |                                                                                      |
| 2022 | Break My Soul Renaissance                              | DE42 (6 Wo.)DE | AT51 (3 Wo.)AT | CH15 Platin · (12 Wo.)CH | UK2 Platin · (22 Wo.)UK | US1 ×2Doppelplatin · (18 Wo.)US | R&B1 (20 Wo.)R&B | Erstveröffentlichung: 20. Juni 2022 Verkäufe: + 3.675.000                                             |                                                                                      |
| 2022 | Cuff It Renaissance                                    | DE29 (13 Wo.)DE | AT48 (4 Wo.)AT | CH18 Platin · (25 Wo.)CH | UK5 ×2Doppelplatin · (46 Wo.)UK | US6 ×3Dreifachplatin · (35 Wo.)US | R&B3 (35 Wo.)R&B | Erstveröffentlichung: 28. September 2022 Verkäufe: + 5.993.333                                        |                                                                                      |
| 2023 | America Has a Problem Renaissance                      | DE— aDE | — | CH96 (1 Wo.)CH | UK22 Silber · (9 Wo.)UK | US38 Platin · (5 Wo.)US | R&B11 (8 Wo.)R&B | Erstveröffentlichung: 19. Mai 2023 Verkäufe: + 1.450.000; Remix feat. Kendrick Lamar                  |                                                                                      |
| 2023 | My House –                                             | — | — | — | UK56 (1 Wo.)UK | US57 (1 Wo.)US | R&B11 (3 Wo.)R&B | Erstveröffentlichung: 1. Dezember 2023 Verkäufe: + 20.000                                             |                                                                                      |
| 2024 | 16 Carriages Cowboy Carter                             | — | — | — | UK44 (4 Wo.)UK | US38 Gold · (6 Wo.)US | — | Erstveröffentlichung: 11. Februar 2024 Verkäufe: + 520.000                                            |                                                                                      |
| 2024 | Texas Hold ’Em Cowboy Carter                           | DE4 Gold · (32 Wo.)DE | AT2 (30 Wo.)AT | CH2 Platin · (26 Wo.)CH | UK1 Platin · (24 Wo.)UK | US1 ×2Doppelplatin · (20 Wo.)US | — | Erstveröffentlichung: 11. Februar 2024 Verkäufe: + 4.272.333                                          |                                                                                      |
| 2024 | II Most Wanted Cowboy Carter                           | — | AT55 (1 Wo.)AT | CH20 (2 Wo.)CH | UK9 (6 Wo.)UK | US6 Gold · (6 Wo.)US | — | Erstveröffentlichung: 27. März 2024 Verkäufe: + 580.000; feat. Miley Cyrus                            |                                                                                      |
| Folgende Lieder erschienen nicht als Single, wurden aber durch das Album zum Download und Streaming bereitgestellt und konnten somit eine Platzierung erlangen: |                                                        | | | | | | | |                                                                                      |
| |                                                        | | | | | | | |                                                                                      |
| 2003 | Sexy Lil Thug –                                        | — | — | — | — | — | R&B67 (7 Wo.)R&B | Charteinstieg: 5. April 2003 Remix feat. 50 Cent                                                      |                                                                                      |
| 2003 | Summertime The Fighting Temptations                    | — | — | — | — | — | R&B35 (20 Wo.)R&B | Charteinstieg: 19. Juli 2003 Verkäufe: + 15.000; feat. P. Diddy                                       |                                                                                      |
| 2004 | Dangerously in Love 2 Dangerously in Love              | — | — | — | — | US57 Gold (Mastertone) · (20 Wo.)US | R&B17 (30 Wo.)R&B | Charteinstieg: 18. September 2004 Verkäufe: + 500.000                                                 |                                                                                      |
| 2006 | Upgrade U B’Day                                        | — | — | — | UK— SilberUK | US59 ×2Doppelplatin · (18 Wo.)US | R&B11 (39 Wo.)R&B | Charteinstieg: 18. November 2006 Verkäufe: + 2.325.000; feat. Jay-Z                                   |                                                                                      |
| 2007 | Kitty Kat B’Day                                        | — | — | — | — | — | R&B66 (8 Wo.)R&B | Charteinstieg: 12. Mai 2007                                                                           |                                                                                      |
| 2009 | At Last Cadillac Records (O.S.T.)                      | — | — | — | — | US67 (1 Wo.)US | R&B79 (17 Wo.)R&B | Charteinstieg: 7. Februar 2009                                                                        |                                                                                      |
| 2009 | One Night Only Dreamgirls (O.S.T.)                     | — | — | — | UK67 (1 Wo.)UK | — | — | Charteinstieg: 12. September 2009                                                                     |                                                                                      |
| 2011 | 1+1 4                                                  | — | — | — | UK71 Silber · (4 Wo.)UK | US57 Platin · (2 Wo.)US | — | Charteinstieg: 9. Juli 2011 Verkäufe: + 1.265.000                                                     |                                                                                      |
| 2011 | I Was Here 4                                           | — | — | CH74 (1 Wo.)CH | UK— SilberUK | US— GoldUS | — | Charteinstieg: 10. Juli 2011 Verkäufe: + 830.000                                                      |                                                                                      |
| 2012 | Dance for You 4                                        | — | — | — | UK— SilberUK | US78 ×3Dreifachplatin · (15 Wo.)US | R&B7 (36 Wo.)R&B | Charteinstieg: 25. August 2012 Verkäufe: + 3.370.000; Remix feat. T.I.                                |                                                                                      |
| 2013 | Mine Beyoncé                                           | — | — | — | UK65 (4 Wo.)UK | US82 Platin · (1 Wo.)US | R&B25 (7 Wo.)R&B | Charteinstieg: 28. Dezember 2013 Verkäufe: + 1.040.000; feat. Drake                                   |                                                                                      |
| 2014 | Blow Beyoncé                                           | — | — | — | — | US— PlatinUS | R&B48 (1 Wo.)R&B | Charteinstieg: 13. Dezember 2014 Verkäufe: + 1.000.000                                                |                                                                                      |
| 2014 | Standing on the Sun More Only                          | — | — | — | — | — | R&B45 (1 Wo.)R&B | Charteinstieg: 13. Dezember 2014 feat. Mr. Vegas                                                      |                                                                                      |
| 2016 | 6 Inch Lemonade                                        | DE71 (1 Wo.)DE | — | — | UK35 (2 Wo.)UK | US18 Platin · (3 Wo.)US | R&B10 (4 Wo.)R&B | Charteinstieg: 29. April 2016 Verkäufe: + 1.105.000; feat. The Weeknd                                 |                                                                                      |
| 2016 | Don’t Hurt Yourself Lemonade                           | — | — | — | UK36 Silber · (2 Wo.)UK | US28 Platin · (2 Wo.)US | R&B16 (3 Wo.)R&B | Charteinstieg: 5. Mai 2016 Verkäufe: + 1.200.000; feat. Jack White                                    |                                                                                      |
| 2016 | Pray You Catch Me Lemonade                             | — | — | — | UK52 (2 Wo.)UK | US37 Platin · (2 Wo.)US | R&B22 (2 Wo.)R&B | Charteinstieg: 5. Mai 2016 Verkäufe: + 1.000.000                                                      |                                                                                      |
| 2016 | Sandcastles Lemonade                                   | — | — | — | UK57 (2 Wo.)UK | US43 Gold · (2 Wo.)US | R&B27 (2 Wo.)R&B | Charteinstieg: 5. Mai 2016 Verkäufe: + 500.000                                                        |                                                                                      |
| 2016 | Love Drought Lemonade                                  | — | — | — | UK69 (2 Wo.)UK | US47 Platin · (2 Wo.)US | R&B28 (2 Wo.)R&B | Charteinstieg: 5. Mai 2016 Verkäufe: + 1.000.000                                                      |                                                                                      |
| 2016 | Forward Lemonade                                       | — | — | — | UK85 (1 Wo.)UK | US63 (1 Wo.)US | R&B30 (1 Wo.)R&B | Charteinstieg: 5. Mai 2016 feat. James Blake                                                          |                                                                                      |
| 2016 | Daddy Lessons Lemonade                                 | — | — | CH73 (1 Wo.)CH | UK40 Silber · (2 Wo.)UK | US41 Platin · (2 Wo.)US | R&B26 (2 Wo.)R&B | Charteinstieg: 5. Mai 2016 Verkäufe: + 1.305.000; Remix feat. Dixie Chicks                            |                                                                                      |
| 2019 | Before I Let Go Homecoming: The Live Album             | — | — | — | UK77 (2 Wo.)UK | US65 Platin · (16 Wo.)US | R&B24 (17 Wo.)R&B | Charteinstieg: 26. April 2019 Verkäufe: + 1.035.000                                                   |                                                                                      |
| 2019 | Mood 4 Eva The Lion King: The Gift/Black Is King       | — | — | — | UK56 (2 Wo.)UK | US90 (1 Wo.)US | R&B33 (1 Wo.)R&B | Charteinstieg: 26. Juli 2019 mit Jay-Z & Donald Glover feat. Oumou Sangaré                            |                                                                                      |
| 2019 | Can You Feel the Love Tonight The Lion King OST (2019) | — | — | — | UK87 (2 Wo.)UK | — | — | Charteinstieg: 26. Juli 2019 Verkäufe: + 20.000; mit Donald Glover, Billy Eichner & Seth Rogen        |                                                                                      |
| 2020 | Already The Lion King: The Gift                        | — | — | — | UK95 Silber · (1 Wo.)UK | US— GoldUS | — | Charteinstieg: 13. August 2020 Verkäufe: + 840.000; feat. Shatta Wale & Major Lazer                   |                                                                                      |
| 2022 | Alien Superstar Renaissance                            | — | — | CH46 (1 Wo.)CH | UK16 Silber · (9 Wo.)UK | US19 Platin · (5 Wo.)US | R&B8 (10 Wo.)R&B | Charteinstieg: 7. August 2022 Verkäufe: + 1.535.000                                                   |                                                                                      |
| 2022 | Church Girl Renaissance                                | — | — | — | — | US22 Gold · (3 Wo.)US | R&B10 (5 Wo.)R&B | Charteinstieg: 13. August 2022 Verkäufe: + 580.000                                                    |                                                                                      |
| 2022 | I’m That Girl Renaissance                              | — | — | — | — | US26 Gold · (2 Wo.)US | R&B11 (4 Wo.)R&B | Charteinstieg: 13. August 2022 Verkäufe: + 620.000                                                    |                                                                                      |
| 2022 | Energy Renaissance                                     | — | — | — | UK— SilberUK | US27 Gold · (2 Wo.)US | R&B12 (3 Wo.)R&B | Charteinstieg: 13. August 2022 Verkäufe: + 820.000; feat. Beam                                        |                                                                                      |
| 2022 | Cozy Renaissance                                       | — | — | — | — | US30 Gold · (2 Wo.)US | R&B13 (2 Wo.)R&B | Charteinstieg: 13. August 2022 Verkäufe: + 660.000                                                    |                                                                                      |
| 2022 | Plastic Off the Sofa Renaissance                       | — | — | — | — | US41 Gold · (1 Wo.)US | R&B16 (2 Wo.)R&B | Charteinstieg: 13. August 2022 Verkäufe: + 540.000                                                    |                                                                                      |
| 2022 | Virgo’s Groove Renaissance                             | — | — | — | — | US43 Gold · (1 Wo.)US | R&B17 (2 Wo.)R&B | Charteinstieg: 13. August 2022 Verkäufe: + 580.000                                                    |                                                                                      |
| 2022 | Summer Renaissance Renaissance                         | — | — | — | — | US47 Gold · (1 Wo.)US | R&B18 (1 Wo.)R&B | Charteinstieg: 13. August 2022 Verkäufe: + 620.000                                                    |                                                                                      |
| 2022 | Heated Renaissance                                     | — | — | — | UK68 Silber · (4 Wo.)UK | US51 Gold · (1 Wo.)US | R&B20 (2 Wo.)R&B | Charteinstieg: 13. August 2022 Verkäufe: + 860.000                                                    |                                                                                      |
| 2022 | Thique Renaissance                                     | — | — | — | — | US53 Gold · (1 Wo.)US | R&B21 (1 Wo.)R&B | Charteinstieg: 13. August 2022 Verkäufe: + 540.000                                                    |                                                                                      |
| 2022 | Move Renaissance                                       | — | — | — | — | US55 Gold · (1 Wo.)US | R&B22 (1 Wo.)R&B | Charteinstieg: 13. August 2022 Verkäufe: + 540.000; feat. Grace Jones & Tems                          |                                                                                      |
| 2022 | Pure/Honey Renaissance                                 | — | — | — | — | US64 Gold · (1 Wo.)US | R&B26 (1 Wo.)R&B | Charteinstieg: 13. August 2022 Verkäufe: + 580.000                                                    |                                                                                      |
| 2022 | All Up in Your Mind Renaissance                        | — | — | — | — | US70 (1 Wo.)US | R&B28 (1 Wo.)R&B | Charteinstieg: 13. August 2022 Verkäufe: + 40.000                                                     |                                                                                      |
| 2024 | Jolene Cowboy Carter                                   | — | — | CH21 (2 Wo.)CH | UK8 (5 Wo.)UK | US7 (3 Wo.)US | — | Charteinstieg: 7. April 2024 Verkäufe: + 60.000                                                       |                                                                                      |
| 2024 | Levii’s Jeans Cowboy Carter                            | — | — | — | — | US16 (2 Wo.)US | — | Charteinstieg: 13. April 2024 Verkäufe: + 20.000; feat. Post Malone                                   |                                                                                      |
| 2024 | Bodyguard Cowboy Carter                                | — | — | — | — | US26 (2 Wo.)US | — | Charteinstieg: 13. April 2024 Verkäufe: + 20.000                                                      |                                                                                      |
| 2024 | Blackbiird Cowboy Carter                               | — | — | — | — | US27 (2 Wo.)US | — | Charteinstieg: 13. April 2024 Verkäufe: + 20.000                                                      |                                                                                      |
| 2024 | Ameriican Requiem Cowboy Carter                        | — | — | — | — | US30 (1 Wo.)US | — | Charteinstieg: 13. April 2024 Verkäufe: + 20.000                                                      |                                                                                      |
| 2024 | Spaghettii Cowboy Carter                               | — | — | — | — | US31 (1 Wo.)US | R&B12 (2 Wo.)R&B | Charteinstieg: 13. April 2024 Verkäufe: + 20.000; feat. Linda Martell & Shaboozey                     |                                                                                      |
| 2024 | Daughter Cowboy Carter                                 | — | — | — | — | US37 (1 Wo.)US | — | Charteinstieg: 13. April 2024 Verkäufe: + 20.000                                                      |                                                                                      |
| 2024 | Ya Ya Cowboy Carter                                    | — | — | — | — | US39 (2 Wo.)US | — | Charteinstieg: 13. April 2024 Verkäufe: + 20.000                                                      |                                                                                      |
| 2024 | Protector Cowboy Carter                                | — | — | — | — | US42 (1 Wo.)US | — | Charteinstieg: 13. April 2024 feat. Rumi Carter                                                       |                                                                                      |
| 2024 | Tyrant Cowboy Carter                                   | — | — | — | UK83 (1 Wo.)UK | US44 (2 Wo.)US | R&B18 (2 Wo.)R&B | Charteinstieg: 13. April 2024 Verkäufe: + 20.000; feat. Dolly Parton                                  |                                                                                      |
| 2024 | Riiverdance Cowboy Carter                              | — | — | — | — | US51 (1 Wo.)US | — | Charteinstieg: 13. April 2024                                                                         |                                                                                      |
| 2024 | Alliigator Tears Cowboy Carter                         | — | — | — | — | US52 (1 Wo.)US | — | Charteinstieg: 13. April 2024                                                                         |                                                                                      |
| 2024 | My Rose Cowboy Carter                                  | — | — | — | — | US54 (1 Wo.)US | — | Charteinstieg: 13. April 2024                                                                         |                                                                                      |
| 2024 | Just for Fun Cowboy Carter                             | — | — | — | — | US59 (1 Wo.)US | — | Charteinstieg: 13. April 2024 feat. Willie Jones                                                      |                                                                                      |
| 2024 | II Hands II Heaven Cowboy Carter                       | — | — | — | — | US60 (1 Wo.)US | R&B21 (2 Wo.)R&B | Charteinstieg: 13. April 2024                                                                         |                                                                                      |
| 2024 | Sweet Honey Buckin’ Cowboy Carter                      | — | — | — | — | US61 (1 Wo.)US | R&B22 (2 Wo.)R&B | Charteinstieg: 13. April 2024 feat. Shaboozey                                                         |                                                                                      |
| 2024 | Flamenco Cowboy Carter                                 | — | — | — | — | US63 (1 Wo.)US | — | Charteinstieg: 13. April 2024                                                                         |                                                                                      |
| 2024 | Desert Eagle Cowboy Carter                             | — | — | — | — | US65 (1 Wo.)US | R&B24 (1 Wo.)R&B | Charteinstieg: 13. April 2024                                                                         |                                                                                      |
| 2024 | Oh Louisiana Cowboy Carter                             | — | — | — | — | US70 (1 Wo.)US | — | Charteinstieg: 13. April 2024                                                                         |                                                                                      |
| 2024 | Amen Cowboy Carter                                     | — | — | — | — | US87 (1 Wo.)US | — | Charteinstieg: 13. April 2024                                                                         |                                                                                      |

### Als Gastmusikerin
| Jahr | Titel Album                                             | Höchstplatzierung, Gesamtwochen, AuszeichnungChartplatzierungen (Jahr, Titel, Album, Platzierungen, Wochen, Auszeichnungen, Anmerkungen) | Höchstplatzierung, Gesamtwochen, AuszeichnungChartplatzierungen (Jahr, Titel, Album, Platzierungen, Wochen, Auszeichnungen, Anmerkungen) | Höchstplatzierung, Gesamtwochen, AuszeichnungChartplatzierungen (Jahr, Titel, Album, Platzierungen, Wochen, Auszeichnungen, Anmerkungen) | Höchstplatzierung, Gesamtwochen, AuszeichnungChartplatzierungen (Jahr, Titel, Album, Platzierungen, Wochen, Auszeichnungen, Anmerkungen) | Höchstplatzierung, Gesamtwochen, AuszeichnungChartplatzierungen (Jahr, Titel, Album, Platzierungen, Wochen, Auszeichnungen, Anmerkungen) | Höchstplatzierung, Gesamtwochen, AuszeichnungChartplatzierungen (Jahr, Titel, Album, Platzierungen, Wochen, Auszeichnungen, Anmerkungen) | Anmerkungen                                                                                               |
| Jahr | Titel Album                                             | DE | AT | CH | UK | US | R&B | Anmerkungen                                                                                               |
| --- | ------------------------------------------------------- | --- | --- | --- | --- | --- | --- | --- |
| 2000 | I Got That –                                            | — | — | — | — | — | — | Erstveröffentlichung: 2000 Amil feat. Beyoncé                                                             |
| 2002 | ’03 Bonnie & Clyde The Blueprint²: The Gift & The Curse | DE6 (10 Wo.)DE | AT28 (9 Wo.)AT | CH1 (17 Wo.)CH | UK2 Platin · (14 Wo.)UK | US4 Platin · (23 Wo.)US | R&B5 (20 Wo.)R&B | Erstveröffentlichung: 10. Oktober 2002 Verkäufe: + 1.700.000; Jay-Z feat. Beyoncé                         |
| 2004 | Closer I Get to You Dance with My Father                | — | — | — | — | — | R&B62 (20 Wo.)R&B | Erstveröffentlichung: 13. Juni 2004 Luther Vandross mit Beyoncé                                           |
| 2007 | Hollywood Kingdom Come                                  | — | — | — | — | — | R&B56 (13 Wo.)R&B | Erstveröffentlichung: 23. Januar 2007 Jay-Z feat. Beyoncé                                                 |
| 2007 | Until the End of Time FutureSex/LoveSounds              | — | — | — | — | US17 Gold (Mastertone) · (25 Wo.)US | R&B3 (56 Wo.)R&B | Erstveröffentlichung: 13. November 2007 Verkäufe: + 515.000; Justin Timberlake feat. Beyoncé              |
| 2008 | Love in This Club Part II Here I Stand                  | — | — | — | — | US18 Platin + Gold (Mastertone) · (18 Wo.)US                                                                                             | R&B7 (20 Wo.)R&B | Erstveröffentlichung: 28. April 2008 Verkäufe: + 1.530.000; Usher feat. Lil Wayne & Beyoncé               |
| 2008 | Just Stand Up! –                                        | — | AT73 (1 Wo.)AT | — | UK26 (3 Wo.)UK | US11 (4 Wo.)US | — | Erstveröffentlichung: 21. August 2008 Charity-Single mit Artist Stand Up to Cancer                        |
| 2010 | Put It in a Love Song The Element of Freedom            | — | — | — | — | — | R&B60 (11 Wo.)R&B | Erstveröffentlichung: 19. Januar 2010 Verkäufe: + 280.947; Alicia Keys feat. Beyoncé                      |
| 2010 | Telephone The Fame Monster                              | DE3 Gold · (22 Wo.)DE | AT3 Platin · (24 Wo.)AT | CH4 Gold · (24 Wo.)CH | UK1 ×2Doppelplatin · (41 Wo.)UK | US3 ×5Fünffachplatin · (33 Wo.)US | — | Erstveröffentlichung: 26. Januar 2010 Verkäufe: + 9.547.342; Lady Gaga feat. Beyoncé                      |
| 2011 | Lift Off Watch the Throne                               | — | — | — | UK48 (1 Wo.)UK | — | — | Erstveröffentlichung: 23. August 2011 Jay-Z & Kanye West feat. Beyoncé                                    |
| 2014 | Part II (On the Run) Magna Carta… Holy Grail            | — | — | — | UK93 (1 Wo.)UK | US77 Platin · (16 Wo.)US | R&B19 (20 Wo.)R&B | Erstveröffentlichung: 18. Februar 2014 Verkäufe: + 1.000.000; Jay-Z feat. Beyoncé                         |
| 2014 | Say Yes Journey to Freedom                              | — | — | — | — | — | — | Erstveröffentlichung: 2. Juni 2014 Verkäufe: + 1.000.000; Michelle Williams feat. Beyoncé & Kelly Rowland |
| 2014 | Feeling Myself The Pinkprint                            | — | — | — | UK64 Gold · (2 Wo.)UK | US39 ×2Doppelplatin · (20 Wo.)US | R&B11 (26 Wo.)R&B | Erstveröffentlichung: 15. Dezember 2014 Verkäufe: + 2.630.000; Nicki Minaj feat. Beyoncé                  |
| 2015 | Runnin’ (Lose It All) –                                 | DE85 (9 Wo.)DE | AT12 (14 Wo.)AT | CH23 (24 Wo.)CH | UK4 ×2Doppelplatin · (29 Wo.)UK | US90 (1 Wo.)US | — | Erstveröffentlichung: 18. September 2015 Verkäufe: + 1.561.300 Naughty Boy feat. Beyoncé & Arrow Benjamin |
| 2016 | Hymn for the Weekend A Head Full of Dreams              | DE11 ×2Doppelplatin · (44 Wo.)DE | AT10 Gold · (43 Wo.)AT | CH7 ×2Doppelplatin · (71 Wo.)CH | UK6 ×4Vierfachplatin · (49 Wo.)UK | US25 ×5Fünffachplatin · (23 Wo.)US | — | Erstveröffentlichung: 25. Januar 2016 Verkäufe: + 10.370.700; Coldplay feat. Beyoncé                      |
| 2017 | Shining Grateful                                        | — | — | — | UK71 Silber · (2 Wo.)UK | US57 Platin · (13 Wo.)US | R&B23 (16 Wo.)R&B | Erstveröffentlichung: 12. Februar 2017 Verkäufe: + 1.290.000; DJ Khaled feat. Beyoncé & Jay-Z             |
| 2017 | Mi gente (Remix) –                                      | — | — | CH16 (9 Wo.)CH | — | US3 ×6×8Sechsfachdiamant + Achtfachplatin · (30 Wo.)US                                                                                   | — | Erstveröffentlichung: 29. September 2017 Verkäufe: + 4.615.000; J Balvin & Willy William feat. Beyoncé    |
| 2017 | Walk on Water Revival                                   | DE16 (4 Wo.)DE | AT13 (4 Wo.)AT | CH5 (10 Wo.)CH | UK7 Silber · (9 Wo.)UK | US14 Gold · (5 Wo.)US | R&B6 (7 Wo.)R&B | Erstveröffentlichung: 10. November 2017 Verkäufe: + 930.000; Eminem feat. Beyoncé                         |
| 2018 | Family Feud 4:44                                        | — | — | — | — | US51 Gold · (1 Wo.)US | R&B22 (1 Wo.)R&B | Erstveröffentlichung: 26. Januar 2018 Jay-Z feat. Beyoncé                                                 |
| 2018 | Top Off Father of Ashad                                 | DE98 (1 Wo.)DE | — | CH66 (1 Wo.)CH | UK41 (2 Wo.)UK | US22 Platin · (7 Wo.)US | R&B14 (7 Wo.)R&B | Erstveröffentlichung: 2. März 2018 Verkäufe: + 1.060.000 DJ Khaled feat. Jay-Z, Future & Beyoncé          |
| 2020 | Savage (Remix) Good News                                | — | — | — | — | US1 (28 Wo.)US | R&B1 (26 Wo.)R&B | Erstveröffentlichung: 29. April 2020 Verkäufe: + 585.000; Megan Thee Stallion feat. Beyoncé               |
| 2023 | Delresto (Echoes) Utopia                                | — | — | — | — | US25 (2 Wo.)US | R&B14 (3 Wo.)R&B | Erstveröffentlichung: 28. Juli 2023 Verkäufe: + 80.000; mit Travis Scott feat. Bon Iver                   |
| Folgende Lieder erschienen nicht als Single, wurden aber durch das Album zum Download und Streaming bereitgestellt und konnten somit eine Platzierung erlangen: |                                                         | | | | | | | |
| |                                                         | | | | | | | |
| 2012 | Love a Women My Life II… The Journey Continues (Act 1)  | — | — | — | — | — | R&B89 (3 Wo.)R&B | Charteinstieg: 16. Juni 2012 Mary J. Blige feat. Beyoncé                                                  |

## Videoalben
| Jahr | Titel Musiklabel                                       | Höchstplatzierung, Gesamtwochen, AuszeichnungChartplatzierungen (Jahr, Titel, Musiklabel, Platzierungen, Wochen, Auszeichnungen, Anmerkungen) | Höchstplatzierung, Gesamtwochen, AuszeichnungChartplatzierungen (Jahr, Titel, Musiklabel, Platzierungen, Wochen, Auszeichnungen, Anmerkungen) | Höchstplatzierung, Gesamtwochen, AuszeichnungChartplatzierungen (Jahr, Titel, Musiklabel, Platzierungen, Wochen, Auszeichnungen, Anmerkungen) | Höchstplatzierung, Gesamtwochen, AuszeichnungChartplatzierungen (Jahr, Titel, Musiklabel, Platzierungen, Wochen, Auszeichnungen, Anmerkungen) | Höchstplatzierung, Gesamtwochen, AuszeichnungChartplatzierungen (Jahr, Titel, Musiklabel, Platzierungen, Wochen, Auszeichnungen, Anmerkungen) | Höchstplatzierung, Gesamtwochen, AuszeichnungChartplatzierungen (Jahr, Titel, Musiklabel, Platzierungen, Wochen, Auszeichnungen, Anmerkungen) | Anmerkungen                                                 |
| Jahr | Titel Musiklabel                                       | DE | AT | CH | UK | US | R&B | Anmerkungen                                                 |
| ---- | ------------------------------------------------------ | --- | --- | --- | --- | --- | --- | ----------------------------------------------------------- |
| 2004 | Live at Wembley                                        | — | — | — | UK2 Gold · (10 Wo.)UK | US— ×2DoppelplatinUS | — | Erstveröffentlichung: 26. April 2004 Verkäufe: + 275.000    |
| 2007 | The Beyoncé Experience Live                            | — | — | — | UK22 Gold · (41 Wo.)UK | US— ×3DreifachplatinUS | — | Erstveröffentlichung: 16. November 2007 Verkäufe: + 429.000 |
| 2009 | I Am… Yours: An Intimate Performance at Wynn Las Vegas | — | — | — | UK47 (1 Wo.)UK | US— ×2DoppelplatinUS | — | Erstveröffentlichung: 23. November 2009 Verkäufe: + 215.000 |
| 2010 | I Am… World Tour                                       | — | — | CH5 (21 Wo.)CH | UK5 Platin · (87 Wo.)UK | US— ×2DoppelplatinUS | — | Erstveröffentlichung: 29. November 2010 Verkäufe: + 295.000 |
| 2011 | Live at Roseland: Elements of 4                        | — | — | CH8 (3 Wo.)CH | UK8 (14 Wo.)UK | US— PlatinUS | — | Erstveröffentlichung: 21. November 2011 Verkäufe: + 127.500 |
| 2013 | Life Is But a Dream / Live In Atlantic City            | — | — | — | UK1 Platin · (30 Wo.)UK | — | — | Erstveröffentlichung: 22. November 2013 Verkäufe: + 65.000  |

## Sonderveröffentlichungen

### EPs
| Jahr | Titel Musiklabel                                | Anmerkungen                                                                    |
| ---- | ----------------------------------------------- | ------------------------------------------------------------------------------ |
| 2011 | Heat Columbia Records / Music World Music (SME) | Erstveröffentlichung: Februar 2011 nur im Paket mit dem „Heat“-Parfüm verkauft |

### Singles
| Jahr | Titel Album                         | Anmerkungen |
| ---- | ----------------------------------- | --- |
| 2010 | Fever Heat                          | Erstveröffentlichung: 2010                                                                                           |
| 2011 | True Star (A Private Performance) – | Erstveröffentlichung: 2004 2-Track Single: Wishing on a Star / Naïve Promo für das Tommy-Hilfiger-Parfüm „True Star“ |

## Statistik

### Chartauswertung
|                     | DE     | AT     | CH     | UK     | US     | R&B      |
| ------------------- | ------ | ------ | ------ | ------ | ------ | -------- |
| Nummer-eins-Alben   | DE2DE  | AT1AT  | CH2CH  | UK5UK  | US9US  | R&B10R&B |
| Top-10-Alben        | DE6DE  | AT4AT  | CH9CH  | UK9UK  | US13US | R&B13R&B |
| Alben in den Charts | DE14DE | AT12AT | CH13CH | UK11UK | US16US | R&B17R&B |

|                       | DE     | AT     | CH     | UK     | US      | R&B      |
| --------------------- | ------ | ------ | ------ | ------ | ------- | -------- |
| Nummer-eins-Singles   | DE1DE  | AT—AT  | CH2CH  | UK6UK  | US9US   | R&B10R&B |
| Top-10-Singles        | DE10DE | AT9AT  | CH14CH | UK24UK | US24US  | R&B32R&B |
| Singles in den Charts | DE31DE | AT26AT | CH37CH | UK78UK | US109US | R&B94R&B |

|                          | DE    | AT    | CH    | UK    | US    |
| ------------------------ | ----- | ----- | ----- | ----- | ----- |
| Nummer-eins-Videoalben   | DE—DE | AT—AT | CH—CH | UK1UK | US—US |
| Top-10-Videoalben        | DE—DE | AT—AT | CH2CH | UK4UK | US—US |
| Videoalben in den Charts | DE—DE | AT—AT | CH2CH | UK6UK | US—US |

### Auszeichnungen für Musikverkäufe
| Land/RegionAuszeichnungen für Musikverkäufe (Land/Region, Auszeichnungen, Verkäufe, Quellen) | Silber       | Gold         | Platin         | Diamant       | Verkäufe    | Quellen                                                                                 |
| -------------------------------------------------------------------------------------------- | ------------ | ------------ | -------------- | ------------- | ----------- | --------------------------------------------------------------------------------------- |
| Argentinien (CAPIF)                                                                          | —            | Gold1        | —              | —             | 20.000      | capif.org.ar (Memento vom 6. Juli 2011 im Internet Archive)                             |
| Australien (ARIA)                                                                            | —            | 24× Gold24   | 161× Platin161 | —             | 11.655.000  | aria.com.au                                                                             |
| Belgien (BRMA)                                                                               | —            | 13× Gold13   | 4× Platin4     | —             | 415.000     | ultratop.be                                                                             |
| Brasilien (PMB)                                                                              | —            | 39× Gold39   | 70× Platin70   | 20× Diamant20 | 8.455.000   | pro-musicabr.org.br                                                                     |
| Dänemark (IFPI)                                                                              | —            | 17× Gold17   | 28× Platin28   | —             | 2.182.000   | ifpi.dk hitlisten.nu                                                                    |
| Deutschland (BVMI)                                                                           | —            | 22× Gold22   | 7× Platin7     | —             | 6.600.000   | musikindustrie.de                                                                       |
| Europa (IFPI)                                                                                | —            | —            | 4× Platin4     | —             | (4.000.000) | ifpi.org (Memento vom 1. Januar 2014 im Internet Archive)                               |
| Finnland (IFPI)                                                                              | —            | —            | —              | —             | 10.720      | Einzelnachweise                                                                         |
| Frankreich (SNEP)                                                                            | 3× Silber3   | 16× Gold16   | 2× Platin2     | 2× Diamant2   | 2.661.332   | infodisc.fr snepmusique.com                                                             |
| Golf-Kooperationsrat (IFPI)                                                                  | —            | —            | Platin1        | —             | 6.000       | ifpi.org                                                                                |
| Griechenland (IFPI)                                                                          | —            | 3× Gold3     | 2× Platin2     | —             | 53.500      | Einzelnachweise                                                                         |
| Irland (IRMA)                                                                                | —            | Gold1        | 6× Platin6     | —             | 97.500      | irishcharts.ie                                                                          |
| Italien (FIMI)                                                                               | —            | 14× Gold14   | 17× Platin17   | —             | 1.390.000   | fimi.it                                                                                 |
| Japan (RIAJ)                                                                                 | —            | 10× Gold10   | 8× Platin8     | —             | 3.200.000   | riaj.or.jp JP2                                                                          |
| Kanada (MC)                                                                                  | —            | 25× Gold25   | 101× Platin101 | —             | 8.815.000   | musiccanada.com                                                                         |
| Mexiko (AMPROFON)                                                                            | —            | 4× Gold4     | Platin1        | —             | 280.000     | amprofon.com.mx                                                                         |
| Neuseeland (RMNZ)                                                                            | —            | 29× Gold29   | 82× Platin82   | —             | 2.385.000   | aotearoamusiccharts.co.nz NZ2 (Memento vom 31. August 2011 im Internet Archive) NZ3 NZ4 |
| Niederlande (NVPI)                                                                           | —            | 3× Gold3     | Platin1        | —             | 165.000     | nvpi.nl                                                                                 |
| Norwegen (IFPI)                                                                              | —            | 8× Gold8     | 2× Platin2     | —             | 280.000     | ifpi.no (1) ifpi.no (2) (Memento vom 5. November 2012 im Internet Archive)              |
| Österreich (IFPI)                                                                            | —            | 3× Gold3     | Platin1        | —             | 70.500      | ifpi.at                                                                                 |
| Polen (ZPAV)                                                                                 | —            | 8× Gold8     | 14× Platin14   | Diamant1      | 600.000     | olis.pl                                                                                 |
| Portugal (AFP)                                                                               | Silber1      | 10× Gold10   | 10× Platin10   | —             | 174.000     | Einzelnachweise                                                                         |
| Russland (NFPF)                                                                              | —            | Gold1        | 5× Platin5     | —             | 110.000     | 2m-online.ru (Memento vom 15. Februar 2009 im Internet Archive)                         |
| Schweden (IFPI)                                                                              | —            | 9× Gold9     | 10× Platin10   | —             | 585.000     | sverigetopplistan.se                                                                    |
| Schweiz (IFPI)                                                                               | —            | 7× Gold7     | 8× Platin8     | —             | 340.000     | hitparade.ch                                                                            |
| Spanien (Promusicae)                                                                         | —            | 13× Gold13   | 52× Platin52   | —             | 2.070.000   | elportaldemusica.es ES2                                                                 |
| Südafrika (RISA)                                                                             | —            | 3× Gold3     | —              | —             | 30.000      | Einzelnachweise                                                                         |
| Südkorea (KMCA)                                                                              | —            | —            | —              | —             | 3.184.397   | Einzelnachweise                                                                         |
| Ungarn (MAHASZ)                                                                              | —            | 3× Gold3     | Platin1        | —             | 12.000      | slagerlistak.hu                                                                         |
| Vereinigte Staaten (RIAA)                                                                    | —            | 52× Gold52   | 230× Platin230 | 8× Diamant8   | 252.805.000 | riaa.com                                                                                |
| Vereinigtes Königreich (BPI)                                                                 | 33× Silber33 | 13× Gold13   | 68× Platin68   | —             | 47.870.000  | bpi.co.uk                                                                               |
| Insgesamt                                                                                    | 37× Silber37 | 351× Gold351 | 896× Platin896 | 31× Diamant31 |             |                                                                                         |